# Gesundheitsbewusstsein
Unter Gesundheitsbewusstsein (englisch: health consciousness) versteht man die Fähigkeit einer Person, (I) der eigenen Gesundheit Aufmerksamkeit zu schenken und über sie nachzudenken, (II) sich für sie verantwortlich zu fühlen und (III) motiviert zu sein, die eigene Gesundheit zu erhalten bzw. zu verbessern.
In psychologischen Test, die das Maß des Gesundheitsbewusstseins erfassen sollen, wird dies beschrieben durch die drei Dimensionen
- Gesundheitliche Achtsamkeit (englisch: self-health awareness)
- Eigenverantwortung (personal responsibility for one’s health)
- Gesundheitsmotivation (health motivation).[1][2]

## Gesundheitsbewusstsein und Lebensführung
In wissenschaftlichen Untersuchungen konnte aufzeigen, dass ein gesundheitsbewusster Umgang mit dem eigenen Körper und der Psyche in Kombination mit dem Willen und der Motivation die Gesundheit zu erhalten, eine positive Wirkung auf eine gesunde Lebensführung haben kann. Beispielsweise weisen Personen mit einem höheren Gesundheitsbewusstsein eine bessere Gesundheitskompetenz auf, das heißt eine bessere Fähigkeit des Suchens, Findens, der kritischen Reflexion und Anwendung gesundheitsbezogener Informationen.